# 小行星20813
小行星20813（20813 Aakashshah）是一颗绕太阳运转的小行星，为主小行星带小行星。该小行星于2000年9月28日发现。

## 轨道参数
小行星20813的轨道半长轴为2.6776797 UA，离心率为0.1103996，轨道倾角为2.99053°。